# 洪易
洪易（1970年—），台灣藝術家，畢業於明道中學美工科，以創作生動有趣的立體雕塑作品聞名，運用在地的元素、色彩、及圖像的組合，建構出鮮明的特色意象。
曾於2013年在台北市花博公園和日本箱根雕刻之森美術館展出「洪易Animal Party動物派對個展」。

## 個展
2002  「普羅眾生」 帝門藝術中心 台北
2004  「台灣有藝術，台灣有意思」 華山藝術特區 台北
```
      「百變新娘洪易作品展」 台新銀行 台北 台南 高雄
```

2008  「偶遇洪易」 學學文創基金會 台北
```
      「偶遇洪易」 泰郁‧美學堂 嘉義
```

2009  「彩色動力新世界」 德鴻畫廊 台南
```
      「神仙.老虎.狗」 印象畫廊 台北
```

2011  「生藝興龍」 印象畫廊 台北
2013  「動物派對」個展，臺北花博公園，台北
```
      「快樂動物派對」個展，箱根雕刻之森美術館，日本，東京
```

```
      「海洋動物派對」個展，基隆海洋廣場，基隆
```

```
      「洪易的異想世界」個展，新光三越，台灣
```

2014  「快樂動物派對」個展，台中文化創意產業園區，台中
```
      「十二生肖迎福馬」個展，青衣城，香港，中國
```

```
      「藝起分享─洪易的動物奇想世界」，台中，台灣
```

```
      「裙擺搖搖高爾夫球賽─洪易裝置藝術」，默賽德湖高爾夫球場，舊金山，美國
```

```
      「洪易 快樂動物嘉年華」，苗栗，臺灣
```

```
      「2014桃園地景廣場藝術節」，海軍桃園基地，桃園，臺灣
```

```
      「喜氣羊羊地景裝置展」，佛陀紀念館，高雄，臺灣
```

2015  「洪易羊年藝術雕塑展」，新光三越，臺灣
```
      「三羊開泰迎新春名家大展」聯展，臺北101，臺北，臺灣
```

```
      「洪易花漾動物嘉年華」，市政廳廣場，舊金山，美國
```

```
      「2015裙襬搖搖高爾夫球賽 洪易裝置藝術展」，默塞德湖高爾夫球場，舊金山，美國
```

```
      「洪易的藝想世界」，國立臺灣美術館，臺中，臺灣
```

2016  「歡樂西遊記」奧林匹克公園、雁棲湖、地壇公園，北京，中國
```
      「2016裙襬搖搖高爾夫球賽 洪易裝置藝術展」，默塞德湖高爾夫球場，舊金山，美國
```

```
      「洪易花漾動物嘉年華」個展，紐約時尚特區百老匯，紐約，美國
```

2017  「洪易花漾動物嘉年華」個展，華盛頓DC城市中心、雙橡園，華盛頓DC，美國

## 外部連結
- 洪易官方網站 （页面存档备份，存于）
- 藝點點文創美學 （页面存档备份，存于）
- 厚禮樹精緻藝術禮品 https://www.holygift168.com/ （页面存档备份，存于）
- 厚禮樹粉絲專頁 https://www.facebook.com/profile.php?id=100085451925181&mibextid=LQQJ4d
- 洪易美術館粉絲專頁 https://www.facebook.com/HungYiArtGallery?mibextid=LQQJ4d